# Orthemis ferruginea
La libélula rayadora rosada (Orthemis ferruginea) pertenece a la familia de las libélulas rayadoras (Libellulidae) es una libélula de talla mediana (46-56 mm) muy común en las zonas tropicales y subtropicales de América.

## Clasificación y descripción de la especie
Orthemis es un género Neotropical que comprende 29 especies de distribución primordialmente Neotropical, estas especies han sido agrupadas tradicionalmente en dos grupos con base en el grosor abdominal, el grupo ferruginea cuyas especies tienen un abdomen robusto, y el grupo levis, cuyas especies presentan un abdomen delgado. Los machos de O. ferruginea tienen una coloración violácea en cabeza y tórax con manchas negras lateroventrales y magenta en el abdomen; las hembras tienen un tórax color pardo con bandas amarillentas laterales y una dorsal, también presentan las manchas negras lateroventrales

## Distribución de la especie
Belice; Costa Rica; Cuba; El Salvador; Guatemala; Honduras; México (Aguascalientes, Baja California Sur, Campeche, Chiapas, Chihuahua, Coahuila, Colima, Durango, Guerrero, Hidalgo, Jalisco, México Distrito Federal, Michoacán, Morelos, Nayarit, Nuevo León, Oaxaca, Puebla, Querétaro, Quintana Roo, San Luis Potosí, Sinaloa, Sonora, Tabasco, Tamaulipas, Veracruz, Yucatán); Nicaragua; E.U.A. (Alabama, Arizona, Arkansas, California, District of Columbia, Florida, Georgia, Kansas, Luisiana, Maryland, Misisipi, Nevada, Nuevo México, Carolina del Norte, Oklahoma, Carolina del Sur, Texas, Utah).

## Hábitat
Es un habitante característico de charcos y estanques temporales, aunque también lo es en otros hábitats como lagos y lagunas

## Estado de conservación
Se considera como especie de preocupación menor en la lista roja de la IUCN